# Ryūji Tanaka
Ryūji Tanaka (japanisch 田中 竜児 Tanaka Ryūji, * 1927 in Higashi Futami, Präfektur Hyōgo als Susumu Tanaka, 田中 進; † 2014 in Hyōgo) war ein japanischer Künstler, der für seine Innovationen in der traditionellen japanischen Malerei (Nihonga) und seine Mitgliedschaft in avantgardistischen Künstlergruppen wie der Pan-real Art Association und der Gutai Art Association*bekannt ist.

## Leben
Ryūji Tanaka wurde 1927 in Higashi Futami, Hyōgo, Japan, geboren. Sein ursprünglicher Vorname war Susumu. Tanaka studierte an der Kyoto City Art School, wo er sich auf Nihonga spezialisierte. Von 1948 bis 1951 war Tanaka Mitbegründer der Pan-real Art Association, einer Gruppe, die traditionelle japanische Maltechniken mit avantgardistischen Ideen verband. Die Gruppe versuchte, die starren Konventionen der*Nihonga durch die Einbeziehung von Elementen der westlichen Malerei (Yōga) zu lockern. Seine Werke aus dieser Zeit weisen surrealistische Einflüsse auf, während er weiterhin klassische Materialien wie natürliche Pigmente und Tierleim verwendete.

## Gutai
Von 1965 bis 1967 war Ryūji Tanaka Mitglied der Gutai Art Association, einer der wichtigsten avantgardistischen Bewegungen Japans nach dem Zweiten Weltkrieg. Das Wort Gutai bedeutet wörtlich „konkret“ und drückt die Idee aus, dass Kunst die materielle Manifestation der geistigen Freiheit des Menschen ist. Ryūji Tanakas Arbeiten aus dieser Zeit zeigen die Verwendung von Mineralpigmenten, Glasstaub und anderen natürlichen Materialien, die er experimentell kombiniert, um abstrakte und oft strukturreiche Werke zu schaffen.
1965 wurde Tanaka Mitglied der Ashiya City Art Association.
Tanaka verstarb 2014 in seiner Heimatstadt Hyōgo. Sein künstlerisches Erbe wird weiterhin durch Publikationen und retrospektive Ausstellungen gewürdigt.

## Werk
Ryūji Tanakas Stil entwickelte sich im Laufe seiner Karriere von figurativen Arbeiten zu einem einzigartigen abstrakten Ausdruck. Tanaka verließ die Gutai Art Association nach zwei Jahren, um seinen eigenen Weg zu gehen. Von nun an wählte der Künstler einen anderen Ausdrucksstil. Nachdem er die gesamte Oberfläche dünn mit Pigmenten bestrichen hatte, fügte er mehrdeutige Formen und winzige Kratzer hinzu. Während Tanaka in den 1960er Jahren vor allem dunkle Farbtöne verwendete, wurden seine Werke in den 1980er und 1990er Jahren bunter und heller. Er fügte auch Glaspulver hinzu, um weiße Unschärfen zu erzeugen. Im Mittelpunkt seines Schaffens steht nach wie vor der Ausdruck von Schönheit, wobei er die Eigenschaften der natürlichen Elemente erforscht.

## Ausstellungen
Ryūji Tanaka hat an zahlreichen Einzel- und Gruppenausstellungen in Japan und im Ausland teilgenommen. Zu seinen wichtigsten Ausstellungen zählen Präsentationen in der Axel Vervoordt Gallery und im Ashiya City Museum of Art & History. Obwohl er weniger bekannt war als einige seiner Zeitgenossen, wird Tanaka heute als wichtiger Vertreter der postmodernen japanischen Kunst anerkannt.

## Öffentliche Sammlungen
Hyogo Prefectural Museum of Art; The Miyagi Museum of Art; Ashiya City Museum of Art & History, Hyōgo; Nakanoshima Museum of Art, Osaka; Art Institute of Chicago; Tate Modern, London.